# Peribaea fissicornis
Peribaea fissicornis är en tvåvingeart som först beskrevs av Gabriel Strobl 1910.  Peribaea fissicornis ingår i släktet Peribaea och familjen parasitflugor. Inga underarter finns listade i Catalogue of Life.